# Leopold von Österreich (1823–1898)

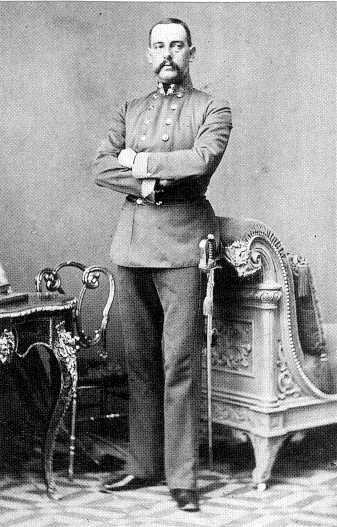
Erzherzog Leopold von Österreich

Leopold Ludwig Maria Franz Julius Eustorgius Gerhard von Österreich (* 6. Juni 1823 in Mailand; † 24. Mai 1898 in Hernstein) aus dem Haus Habsburg-Lothringen war ein Erzherzog von Österreich und war kaiserlicher General sowie Generalinspektor und bedeutender Reformer der Genietruppen.

## Leben
Leopold war der älteste Sohn des Erzherzogs Rainer (1783–1853), Vizekönigs der Lombardei aus dessen Ehe mit Maria Elisabeth (1800–1856), Tochter des Prinzen Karl Emanuel von Savoyen-Carignan. Väterlicherseits war er ein Enkel von Kaiser Leopold II.
In k.u.k. Militärdiensten erreichte er 1850 den Rang eines Feldmarschallleutnants und 1867 den eines Generals der Kavallerie. Er war Inhaber des Infanterie-Regimentes Nr. 53 sowie Chef des russischen ukrainischen Ulanen-Regimentes Nr. 13 und des preußischen 6. Infanterie-Regiments sowie seit 1868 Generalinspektor der kaiserlichen Genietruppen. Während der Revolution in Italien war Leopold wesentlich an der Eroberung von Fort Marghera beteiligt. Bei der Forschung an Militärtechnik tat sich Leopold bei Erfindungen im Minen-, Seeminen- und Torpedowesen hervor und reformierte und modernisierte die Genietruppen wesentlich. Unter seiner Führung wurden durch Genietruppen die Stollen der Wiener Wasserleitung ausgearbeitet.
Von 1865 bis 25. Februar 1868 war Leopold Inspektor der Marinetruppen und der Flotte.
Weniger erfolgreich war Leopold als Kommandant des 8. Armeekorps. Nach einem Schlaganfall 1868 zog sich Leopold ins Privatleben zurück. Er ließ Schloss Hernstein bis 1880 von Theophil von Hansen historistisch umgestalten und widmete sich der Jagd. Weitere Schlaganfälle fesselten den Erzherzog in den letzten Lebensjahren an den Rollstuhl. Er starb unverheiratet und kinderlos und wurde in der Ferdinandsgruft der Wiener Kapuzinergruft beigesetzt.
Leopold war Ritter des Ordens vom Goldenen Vlies, des St.-Stephans-Orden, des kaiserlich russischen St. Andreas- und Alexander-Newski-Ordens, des polnischen Ordens vom Weißen Adler und des St. Annen-Ordens I. Klasse, sardinischen Annunziaten-Orden, des bayerischen Hubertusorden, des preußischen Schwarzen Adlerordens mit Kette und des Roten Adlerordens I. Klasse, hannoverschen Guelphen-Orden, des hessischen Hausorden vom Goldenen Löwen, des Großherzoglich Hessischen Ludwigsordens, des St. Ludwigs- und des Constantinischen St. Georgs-Ordens von Parma.